# Orjen
L'Orjen est un massif situé dans la chaîne des Alpes dinariques, à la frontière entre le Monténégro et la Bosnie-Herzégovine. Il garde de nombreuses traces des glaciers du Pléistocène.
Son point culminant, le Zubački kabao (1 894 m), se situe entièrement au Monténégro.

## Géographie

### Situation

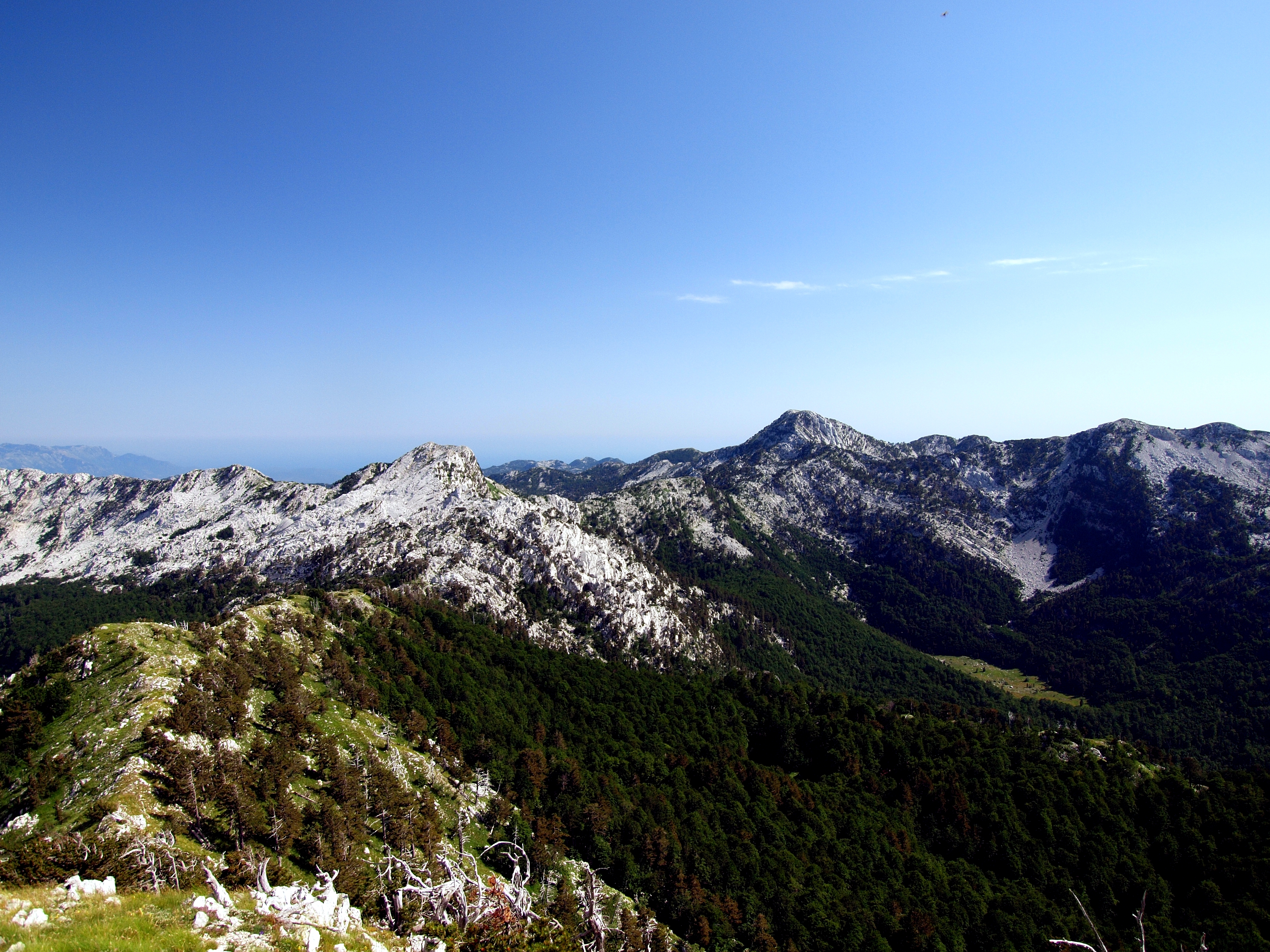
L'Orjen

Les bouches de Kotor sont entourées de hautes montagnes, notamment l'Orjen et le mont Lovćen qui atteignent pratiquement 2 000 mètres d'altitude ; les versants sont très abrupts au-dessus de la mer. Ils rappellent dans une certaine mesure les fjords norvégiens.
De Kobila et Ostoja à l'ouest jusqu'à la région de Crkvice et Macija planina au sud-est, s'étend la vallée de Sutorina, le doux relief montagneux de l'arrière-pays de Herceg Novi et Bijela, et puis la région montagneuse karstique de l'Orjen et de Krivosije.

### Principaux sommets
Il existe 6 sommets de plus de 1 800 m :
| Sommet            | Hauteur [m] | Caractéristique                              | Difficulté                                            |
| ----------------- | ----------- | -------------------------------------------- | ----------------------------------------------------- |
| Zubački kabao     | 1894        | ascension avec les mains, parois, pierriers  | accès nord difficile, relief alpin, pierriers à l'est |
| Velika Jastrebica | 1864        | sentier                                      | aucune difficulté                                     |
| Buganja greda     | 1849        | ascension avec les mains, pierriers          | ascension de base, pierriers instables versant nord   |
| Visoki breg       | 1833        | ascension avec les mains, pierriers, sentier | ascension de base, pierriers au nord                  |
| Vucji zub         | 1802        | ascension avec les mains, parois             | pierriers à l'est, crevasses au nord                  |
| Borovik           | 1777        | ascension avec les mains, pierriers          | pierriers difficiles au nord                          |
| Medugorje         | 1769        | ascension avec les mains, parois             | parois majeures difficiles au nord, sud et ouest      |
| Golisevac         | 1721        | ascension avec les mains, pierriers          | pierriers difficiles au nord                          |
| Markov kuk        | 1721        | ascension avec les mains, sentier, pierriers | ascension de base                                     |
| Pazua             | 1680        | ascension avec les mains, paroi              | ascension difficile                                   |
| Subra             | 1679        | ascension avec les mains, grande paroi       | falaise vierge de 500 m                               |

### Hydrographie
L’hydrographie consiste en de nombreuses sources, petites rivières et ruisseaux.
Parmi les cours d'eau qui se distinguent figurent Sutorina ou Rika, Konavočica ou Potok od Debelog Briga (potok signifiant ruisseau), Meljina, les ruisseaux Suhi potok et Rujevo, Zelenika, Pijavicaou Bijela et Lipac, la rivière de Risan, les ruisseaux Norin, Škurda, Gurdić, Zveronjak appelé aussi Velipotok ou Popova voda, Dračevica, Plavda, Opatovo, Seljanovo, Paukovo, Kalimanj et un certain nombre de plus petits.
Les sources importantes sont : Sopot, Spila, et Ljuta rijeka. De toutes les régions de Boka Kotorska c’est Župa qui est la plus riche en eau avec les rivières Gradiošnica, Odoljenšćica ou Vodolješnica (ou Vodolježnica ou bien Pipoljevac) et Široka rijeka. Il faut mentionner Krimalj potok et Koložun (avec la source Dobra voda et de nombreux moulins dans son cours supérieur et moyen, appelé aussi Kolužinji potok ou Kalužinji potok. Il y a aussi son delta, qui est coupé par des bras et canaux et qui est propice aux salines, qui s’y trouvaient il n’y a pas longtemps, comme à Solila).
Jusqu’au début du XXe siècle, de nombreux moulins à eau fonctionnaient (en 1874 il y en avait 91) dont on se servait pour moudre le grain ou pour fouler des étoffes.

## Géologie

### Le karst
Les karsts actifs n’existent que très localement, comme au Monténégro ou au Liban, là où les précipitations sont abondantes (supérieures à 1 mètre) et bien centrées sur la saison froide.
L'Orjen est formé de calcaire du Crétacé appartenant à une vaste unité géologique qui s'étend largement au Monténégro, où l'on trouve également de la dolomie sur plusieurs kilomètres d'épaisseur. Le massif est composé de nombreuses micro-cavités, d'avens, de plateaux, lapiaz, dolines, poljé, etc.

### Tectonique
Au niveau tectonique, la région sud-adriatique est très active, comme en témoignent les nombreux séismes. Comme la plaque adriatique est subductée sous la plaque dinarique, les tremblements de terre peuvent avoir une énergie dévastatrice, entraînant parfois de légers tsunamis.

### Glaciation ancienne
Sur la plate-forme karstique de la masse calcaire de l'Orjen s'est développée une glaciation ancienne très puissante. Celle-ci fut découverte par Albrecht Penck en 1899.
Il trouva, sur les pentes orientales, des roches moutonnées et striées et une moraine (dite de Crkvice) et en conclut qu'un glacier descendait au moins jusqu'à l'altitude de 800 m. Sur les pentes occidentales on remarque les traces de trois ou quatre petits glaciers qui ont déposé la moraine de Vrbanje (1 100 m) et une autre sous le Subra.
Ces premiers résultats furent complétés plus tard par Albrecht Grund et surtout par Leovid Savicke et Jovanc Cviic. Des études plus récentes ont été menées par Miroslav Markovic et Pavle Cikovac. D'après ces études, une surface de 150 km2 a été soumise à l'ancienne glaciation.
Des douze langues glaciaires observées, celles des pentes occidentales, sur une largeur de 2 à 3 km, descendaient jusqu'à 900 ou 1 000 m ; celles des pentes orientales, d'une longueur de 8 à 10 km, atteignaient une altitude de 600 à 700 m.
À en juger par les langues glaciaires du versant occidental, la limite des neiges se trouvait entre 1 400 et 1 480 m. D'après les glaciers des pentes orientales, à 1 300 m. Un cône de déjections, d'origine probablement glaciaire, repose sur le fond du golfe de Risan, aux bouches de Kotor.
Les glaciers de l'Orjen étaient de type karstique. De ce massif, de petits glaciers s'épanchaient dans toutes les directions en remplissant les dépressions karstiques de la plate-forme. Ils représentaient donc un véritable réseau glaciaire. Après le recul, les glaciers des Uvalas, séparés les uns des autres, ont déposé des moraines et cailloutis fluvio-glaciaires qui se trouvent aujourd'hui dispersés dans les dépressions karstiques.

## Climat
Le littoral des bouches de Kotor est caractérisé par le climat méditerranéen. Cette influence prédomine jusqu'à 400 mètres d'altitude sur les versants montagneux, alors qu'au-delà c’est l’influence climatique continentale qui prévaut avec toutes les caractéristiques du climat des zones les plus hautes.
À peu près 240 000 oliviers, 21 000 arbres à agrumes, ainsi que la présence d'espèces exotiques telles que le mimosa, le camélia, le cactus, l'agave, et d’autres espèces subtropicales montrent la douceur du climat local.

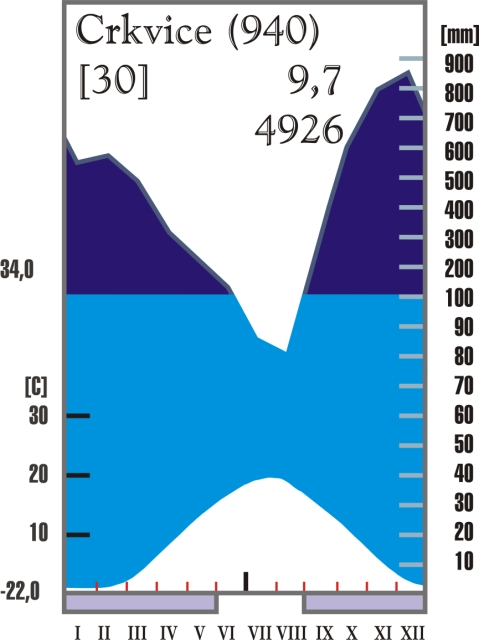
Climat de l'Orjen.

Classification et de schéma de Köppen
| Station       | Altitude [m] | Type  | Caractéristiques                                                           | Précipitations [mm] | Neige [jours] |
| ------------- | ------------ | ----- | -------------------------------------------------------------------------- | ------------------- | ------------- |
| Zubački kabao | 1894         | D     | climat montagnard perhumide oroméditerranéen                               | environ 6250        | environ 140   |
| Crkvice       | 940          | Cfsb  | (fs= sans sécheresse en été), climat perhumide oroméditerranéen            | 4926                | 70            |
| Risan         | 0            | Cs’’a | (s’’= double saison de pluie), climat perhumide de la côte méditerranéenne | 3500                | 2             |

Le contraste entre ensoleillement d’une part et humidité d’autre part, reflète les spécificités du climat des bouches de Kotor avec des températures moyennes annuelles élevées (14−16 °C). Au fur et à mesure qu’on s'élève, elles descendent à 6−10 °C.

### Températures
Ainsi, dans les zones élevées de l’Orjen et du Lovćen les températures se situent autour de 4 °C. Alors que les températures moyennes annuelles au mois de janvier vont de 8 à 9,2 °C et reflètent la douceur maritime caractéristique, elles descendent sur les pentes des crêtes et dans les zones les plus hautes, ainsi que dans une partie de Krivošije et sur Lovćen, jusqu'à 0 °C (Crkvice 0,7 °C) voire à −5 °C au niveau des sommets. En été (juillet et août) les températures sont les plus élevées (24−25 °C) mais descendent à mesure qu’on s'élève (à Crkvice 19,3 °C, au Lovćen environ 15−16 °C et aux sommets d’Orjen autour 14 °C). La température moyenne annuelle de la mer en surface à Budva est la plus haute au mois d’août (23,9 °C) et la plus basse au mois de janvier (13,1 °C). Le total d'ensoleillement par an va en moyenne de 2 400 à 2 500 heures.

### Précipitations
La quantité moyenne mensuelle de précipitations atmosphériques va environ de 1 500 à 5 000 mm. L’été est considérablement plus sec que l’hiver ou l’automne.
Le phénomène se produit de manière plus marquée dans la région des bouches de Kotor. Là, la différence des précipitations augmente fortement, de 1 000 à 5 300 mm du Cap Oštra jusqu’à Crkvice la station météorologique en Orjen. C’est le coin le plus pluvieux de l’Europe. Il est étonnant de voir la différence des précipitations augmenter notablement des hauteurs des bouches de Kotor jusqu’à leur fond, et cela dans les stations qui se trouvent sur le rivage même, c’est-à-dire de Kumbur à Risan, sur une distance en ligne droite de 11 km. À Risan, au pied de la montagne, la hauteur annuelle des précipitations est également très importante, car c’est de là que commence à s’élever le courant ascendant forcé des masses d’air, avec toutes ses conséquences dynamiques.
Moyenne des précipitations en Dalmatie, Herzégovine et Monténégro
| Station      | Période   | Hauteur [m] | I   | II  | III | IV  | V   | VI  | VII | VIII | IX  | X   | XI  | XII | I-XII [mm/m²a] |
| ------------ | --------- | ----------- | --- | --- | --- | --- | --- | --- | --- | ---- | --- | --- | --- | --- | -------------- |
| Herceg Novi  | 1961-1984 | 40          | 230 | 221 | 183 | 135 | 130 | 73  | 28  | 45   | 160 | 181 | 326 | 262 | 1974           |
| Risan        | 1961-1984 | 40          | 405 | 342 | 340 | 235 | 153 | 101 | 66  | 123  | 188 | 295 | 423 | 434 | 3105           |
| Grahovo      | 1961-1984 | 710         | 351 | 324 | 305 | 251 | 142 | 94  | 55  | 103  | 202 | 416 | 508 | 473 | 3224           |
| Podvrsnik    | 1961-1984 | 630         | 407 | 398 | 367 | 305 | 151 | 101 | 77  | 132  | 238 | 465 | 593 | 586 | 3820           |
| Vrbanje      | 1961-1984 | 1010        | 472 | 390 | 388 | 321 | 181 | 104 | 70  | 122  | 224 | 369 | 565 | 536 | 3742           |
| Knezlaz      | 1961-1984 | 620         | 547 | 472 | 473 | 373 | 207 | 120 | 72  | 136  | 268 | 400 | 629 | 661 | 4358           |
| Crkvice      | 1961-1984 | 940         | 610 | 499 | 503 | 398 | 198 | 135 | 82  | 155  | 295 | 502 | 714 | 683 | 4774           |
| Ivan. Korita | 1960-1984 | 1350        | 434 | 460 | 742 | 472 | 128 | 198 | 74  | 46   | 94  | 300 | 694 | 972 | 4614           |
| Goli vrh     | 1893-1913 | 1311        | 271 | 286 | 307 | 226 | 188 | 148 | 75  | 70   | 215 | 473 | 415 | 327 | 3129           |
| Jankov vrh   | 1890-1909 | 1017        | 424 | 386 | 389 | 346 | 212 | 124 | 55  | 58   | 202 | 484 | 579 | 501 | 3750           |
| Cetinje      | 1961-1984 | 655         | 434 | 357 | 367 | 288 | 164 | 92  | 72  | 118  | 209 | 306 | 489 | 498 | 3394           |
| Grab-Zubci   | 1934-1960 | 677         | 333 | 325 | 257 | 195 | 183 | 83  | 59  | 86   | 173 | 360 | 447 | 485 | 2985           |
| Trebinje     | 1931-1960 | 276         | 193 | 190 | 160 | 102 | 119 | 70  | 43  | 76   | 110 | 239 | 247 | 249 | 1762           |
| Dubrovnik    | 1931-1960 | 49          | 147 | 113 | 102 | 92  | 79  | 60  | 24  | 38   | 97  | 156 | 213 | 186 | 1307           |

### Vents
Le vent le plus connu est le bora ; le sirocco souffle au printemps et en automne, alors que l’été est la saison du mistral.

## Environnement

### Végétation
La végétation est de type méditerranéenne.
| Zone      | Type                                                    | Végétation |
| --------- | ------------------------------------------------------- | --- |
| 0-400     | Mesoméditerranéenne ME=méridionaux (subméditerranéenne) | Rusco-carpinetum, Orno –Quercetum ilicis, Nerion oleandri |
| 400-1100  | Supraméditerranéenne SME=Suprameridionaux (subtropic)   | Quercus trojana, Carpinus orientalis, Petterio-Quercetum confertae (Fuk.) Lov., Castaneo-Quercetum pubescentis (Anic) Lov., Seslerio-Ostryetum carpinifoliae Horv.) |
| 1100-1450 | Oroméditerranéenne NE=nemoral (temperate)               | Seslerio autumnalis–Fagetum (Horv.) Wrab., Seslerio autumnalis–Abietetum illyriacae (Horv.) Fuk., Pinion heldreichii, Oreoherzogio-Abietetum illyricae Fuk.         |
| 1450-1700 | Altoméditerranéenne BO=boreal (taiga)                   | Fago-Pinetum heldrecihii Jank., Seslerio robustae-Juniperetum hemisphaericae (Hor.) Kus., Amphoricarpion neumayerii (Horv.) Lak., Lonicero-Rhamnion Fuk.            |
| 1700-1900 | Kryoméditerranéenne AL=аlpine (tundra)                  | Trifolio Polganetalia Quéz, Narcisso Gentianetum nivalis Lov. & Rac, Drabo-Androsacetalia Quéz, Muscaro-Scillion nivalis Quéz                                       |

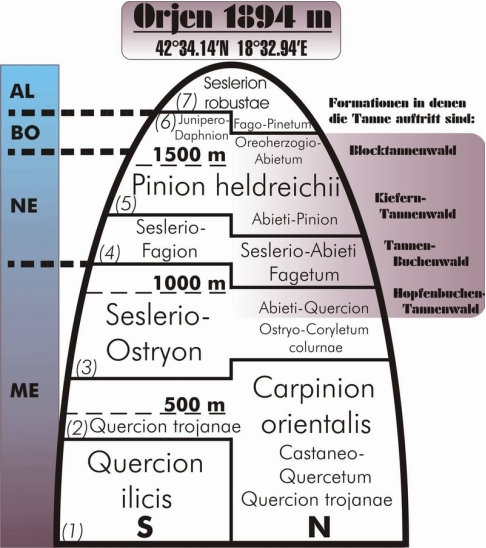
Végétation en Orjen

On distingue deux zones de végétation sur le territoire des bouches de Kotor : influence méditerranéenne (euméditerranéenne, et subméditerranéenne) le long de la côte et influence continentale dans les régions supérieures. À côté de la végétation naturelle de la forêt de chênes verts (Quercus ilex), des bosquets de pins et de cyprès (Cupressus sempervirens) il pousse beaucoup d'espèces importées et cultivées dans la zone littorale méditerranéenne. Les plus connues sont : l'olivier, la vigne, le mûrier, l'amandier, différents arbres fruitiers, les céréales, les pommes de terre, etc.
La végétation naturelle le long de la côte est composée de la forêt méditerranéenne de chêne vert (Orno-Quercetum ilicis H.-ić). Au-dessus de la zone de forêt toujours verte méditerranéenne une étroite zone subméditerranéenne s’étend composée des chênes caducs subméditerranéens (Quercetalia-Pubescentis, Br.-Bi.) et qui se trouve jusqu’à une altitude de 1 000 m. De 1 000 à 1 200 m, la forêt se compose d'un mélange de fagus sylvatica et de chêne. Dans les parties plus froides le fayard est plus rarement mêlé avec le sapin, cependant l'érable et le frêne apparaissent aussi. La forêt de munika occupe les parties supérieures (Orjen et Lovćen). En raison du vent et de la neige elle est souvent penchée. Au sommet on rencontre le hêtre subalpin (Fagus silvatica).
Les configurations d’une végétation dégradée sont développées sur les rochers semblablement à celle des entonnoirs, montagnes pelées, sur les calcaires etc.
La végétation a traditionnellement eu une importance exceptionnelle pour l’existence de la population de cette région.

### La protection de l'Orjen
Le site des bouches de Kotor est inscrit sur la liste du patrimoine mondial de l'Unesco car c'est un site exceptionnel unique au monde.

## Activités

### Activités estivales
- Randonnée pédestre d'avril à septembre
- Cyclotourisme, VTT dans les voies forestières.
- Natation : plages autour des bouches de Kotor
- Orjen marathon : de Vratlo (1 160 m) à Subra (1 679 m) et Zubački kabao (1 894 m)

### Activités hivernales
- Ski - le seul endroit pour skier est le Orjen col (1594).
- Chasse - chamois